# Christian Louboutin
Christian Louboutin (tiếng Pháp: [kʁis.tjɑ̃ lu.bu.tɛ̃]; sinh ngày 7 tháng 1 năm 1964) là nhà thiết kế thời trang người Pháp. Ông nổi tiếng với mẫu giày cao gót stiletto đen bóng, đế màu đỏ.